# Ipomoea crinicalyx
Ipomoea crinicalyx ist eine Pflanzenart aus der Gattung der Prunkwinden (Ipomoea) in der Familie der Windengewächse (Convolvulaceae). Sie ist in der Neotropis verbreitet.

## Beschreibung
Ipomoea crinicalyx ist eine krautige Kletterpflanze. Die oberirdischen Pflanzenteile sind unbehaart oder spärlich kurz fein behaart. Die wechselständig angeordneten Laubblätter sind in langen Blattstiel und Blattspreite gegliedert. Die einfache Blattspreite ist gerundet herzförmig, nach vorn plötzlich spitz zulaufend und an der Basis schwach oder tief herzförmig. Der Blattrand ist ganzrandig, die Unterseite ist vor allem entlang der Adern mehr oder weniger punktförmig und fein papillös.
Die zymösen Blütenstände enthalten eine bis wenige Blüten. Die Blütenstandsschäfte können kürzer, aber auch länger als die Blattstiele sein. Die Blütenstiele sind schlank, meist langgestreckt und fein behaart. Die zwittrigen Blüten sind radiärsymmetrisch mit doppelter Blütenhülle. Die laubblattartigen Kelchblätter sind etwa 1,5 cm lang, zugespitzt oder abgestumpft, fein behaart und gepunktet und dicht mit langen, abstehenden, grünen, fleischigen, stachelartigen Anhängen besetzt. Die Krone ist violett oder blau, unbehaart und 6 bis 9 cm lang.
Die kahlen Kapselfrüchte sind eiförmig und 12 bis 15 mm lang. Die Samen sind an den Kanten behaart.

## Verbreitung
Ipomoea crinicalyx kommt vom südöstlichen Mexiko bis Belize, in Bolivien, Paraguay, im brasilianischen Bundesstaat Mato Grosso und im nordwestlichen Argentinien vor.

## Systematik
Die Erstbeschreibung von Ipomoea crinicalyx erfolgte 1895 durch Spencer Le Marchant Moore. Synonyme für Ipomoea crinicalyx S.Moore sind: Convolvulus crinicalyx (S.Moore) Kuntze, Ipomoea seleri Millsp.
Innerhalb der Gattung der Prunkwinden (Ipomoea) ist Ipomoea crinicalyx in die Serie Setosae der Sektion Eriospermum in der gleichnamigen Untergattung Eriospermum eingeordnet.

## Belege